# Anoctus laevis
Anoctus laevis är en skalbaggsart som beskrevs av Sharp 1875. Anoctus laevis ingår i släktet Anoctus och familjen bladhorningar. Inga underarter finns listade i Catalogue of Life.